# Debbie Bowman
Deborah Ann Bowman (Queensland, 4 de julio de 1963) es una exjugadora australiana de hockey sobre césped.

## Trayectoria
Bowman tuvo su primera participación olímpica en Seúl 1988. En el torneo fue capitana del equipo y se consagró campeona, al derrotó a Corea del Sur en la final, y obtuvo la primera medalla de oro para la selección australiana.